# 埃默里維爾
埃默里维尔是美国加州北部的一個城市，位于奧克蘭北部的舊金山灣，緊鄰柏克萊市和奥克蘭市。皮克斯动画工作室、皮爷咖啡（总部）坐落于此市。市內另外還有露天購物中心和兩座複合式電影院。除此之外，一些知名的生物和科技軟體公司如LeapFrog、Sendmail、MobiTV以及Chiron也在该市设立总部。该市人口在2008年统计中为9727。

## 歷史
上世紀原為太平洋鐵路火車貨物轉運中心，目前仍有火車載客車站，并通过美铁巴士与旧金山衔接。由於市區地點可以遙望整個舊金山海景，許多貨物儲存區和附近的工廠以轉換成搶手的商業和公寓大樓。